# 满姓
满姓为中文姓氏之一，在《百家姓》中排名第351位。

## 來源
1. 出自「妫姓」。陳國胡公满後人以滿为氏，遂为滿氏，此為滿氏主流。
2. 出自「姬姓」。周朝穆王满後人以滿为氏，遂为滿氏。
3. 出自「姜姓」。姜太公後人有角伯，為周天子卿士，角伯有後人「角滿」，亦為大夫，角滿後人以滿为氏，遂为滿氏。
4. 「胡氏」後人以胡公滿故，改為滿氏；「瞒氏」因字義不雅而改滿氏。
5. 少数民族改姓，如宣統退位後，一些满查氏、尼满氏滿人改姓為滿；滿哈木氏、滿蘇爾氏回族改姓為滿。

## 郡望
酒泉、乐浪、山阳、昌邑、河东、汝南、江陵等。

## 延伸阅读
[在维基数据编辑]
 《百家姓》
 《欽定古今圖書集成·明倫彙編·氏族典·滿姓部》，出自陈梦雷《古今圖書集成》